# قاچاق الماس
قاچاق الماس (ایتالیایی: Diamond Connection) یک فیلم درام اکشن ایتالیایی به کارگردانی سرجو برگونتسلی است که در سال ۱۹۸۲ منتشر شد.

## گزیدهٔ بازیگران
- باربارا بوشه
- گوردون میچل
- ویلیام برگر
- بن لارنس
- جسی مورگان
- رولاند کاری